# Otto Fritz Meyerhof
Otto Fritz Meyerhof (Hannover, 12. travnja 1884. – Philadelphia, 6. listopada 1951.), njemački liječnik i biokemičar. 
Godine 1922. podijelio je Nobelovu nagradu za fiziologiju ili medicinu s Archibald Vivian Hillom za svoj rad na metabolizmu mišića, uključujući i glikolizu.
1940. godine pobjegao je iz Europe i preselio u Philadelphiju, gdje je i preminuo u dobi od 67 godina.

## Vanjske poveznice
- Nobelova nagrada - životopis (engl.)